# エトガー・バウアー

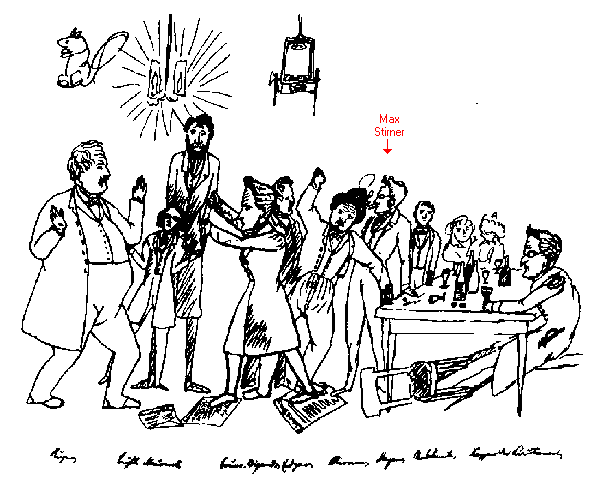
エンゲルスによる風刺画。中央付近で左手を机におき、右手を上げているのがエトガー・バウアー

エトガー・バウアー（Edgar Bauer, 1820年10月7日 - 1886年8月18日）は、ドイツ出身の政治学者・ジャーナリスト・歴史学者。青年ヘーゲル派の一人。青年ヘーゲル派の代表者ブルーノ・バウアーの弟である。兄ブルーノの哲学の一般化に尽力した。

## 人物
1848年の三月革命に参加。機関紙「ライン新聞」などで兄の「大衆」批判を積極的に行い、「教会と国家に対する批判の闘争」で急進的な思想を打ち出し、これが元で国家と教会に対する侮辱罪で禁固刑に処された。
このようにエトガーは兄と比べ、急進的で政治的な立場で行動をしたといえる。またエンゲルスらとの交流もあった。しかし革命が終わり、ヘーゲル左派も解体した、晩年はその思想的立場を放棄してしまった。